# 사담 카멜

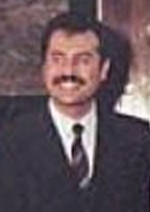

사담 카멜 하산 알마지드(Saddam Kamel Hassan al-Majid, 1960년 ~ 1996년)는 이라크의 정치인으로 독재자 사담 후세인의 사촌이자 두 번째 사위이다.
라나 후세인과 결혼해 사담 후세인의 사위가 되었고 공화대 경비대 대장이었으나 1996년 사담의 아들 쿠사이 후세인에 의해 숙청당했다.
이전 1995년 아내, 동생과 함께 이라크 대량살상무기에 대한 정보를 CIA 등에 넘겨주었고 사면을 받았으나 곧 살해당했다.